# William Brodie

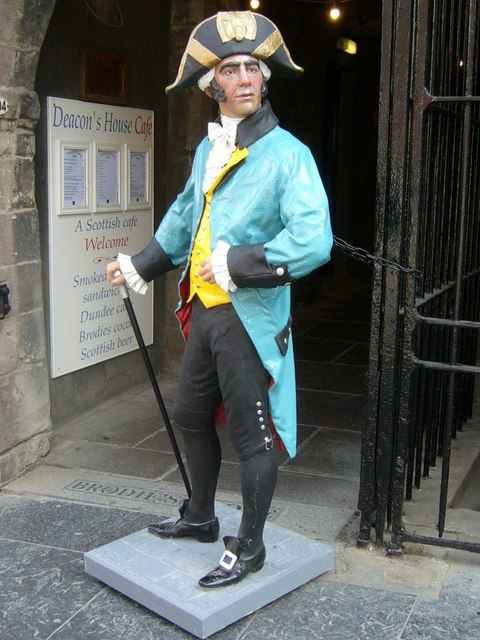
Reklamfigur i Edinburgh föreställande William Brodie.

William Brodie, även känd som Deacon Brodie, född 28 september 1741, död 1 oktober 1788, var en skotsk möbelsnickare som på dagarna var en respektabel yrkesman, ålderman i sitt skrå och medlem av stadsfullmäktige i Edinburgh, och på nätterna ledare för en liga bankrånare. Han avrättades genom hängning 1788.
Brodies dubbelliv sägs ha inspirerat författaren Robert Louis Stevenson och inspirerades till romanen Dr. Jekyll och Mr. Hyde (1886).